# Дубровка (Оредежское сельское поселение)
Дубровка — деревня в Оредежском сельском поселении Лужского района Ленинградской области.

## История
ДУБРОВКА — деревня владельческая при реке Черной, число дворов — 8, число жителей: 22 м. п., 22 ж. п. (1862 год)

По данным 1933 года деревня Дубровка входила в состав Сокольницкого сельсовета Оредежского района.
По данным 1966 года деревня Дубровка входила в состав Сокольницкого сельсовета Лужского района.
По данным 1973 и 1990 годов деревня Дубровка входила в состав Оредежского сельсовета.
По данным 1997 года в деревне Дубровка Оредежской волости не было постоянного населения, в 2002 году — проживали 3 человека (все русские).
В 2007 году в деревне Дубровка Оредежского СП вновь не было постоянного населения.

## География
Деревня расположена в восточной части района к югу от автодороги 41А-004 (Павлово — Луга).
Расстояние до административного центра поселения — 16 км.
Расстояние до ближайшей железнодорожной станции Оредеж — 8 км.
Деревня находится на левом берегу реки Гверездянка.

## Население
| 1997 | 2007 | 2010 | 2017 |
| ---- | ---- | ---- | ---- |
| 0    | →0   | →0   | →0   |

## Улицы
Оредежская.